# اتفاقية تاونسفيل للسلام
تم توقيع اتفاقية تاونسفيل للسلام في مدينة تاونسفيل بأستراليا بين قوة النسر في مالايتا وحركة الحرية بإيساباتو في 15 أكتوبر عام 2000م، ونجحت هذه الاتفاقية في تهدئة الوضع بشكل عام في هونيارا والجزر بعد الانقلاب الذي حدث في شهر يونيو من ذلك العام.